# التسويق عبر محركات البحث
التسويق عبر محركات البحث (SEM) هو شكل من أشكال التسويق عبر الإنترنت يتضمن الترويج لمواقع الويب عن طريق زيادة ظهورها في صفحة نتائج محرك البحث (SERPs) بشكل أساسي من خلال الإعلانات المدفوعة. قد يشتمل التسويق عبر محركات البحث على تحسين محركات البحث (SEO)، الذي يعدل أو يعيد كتابة محتوى الموقع وبنية الموقع لتحقيق ترتيب أعلى في صفحات نتائج محرك البحث لتحسين النتائج في قوائم الدفع لكل نقرة.

## إحصاءات
في عام 2019 ، تم إنفاق أكثر من 55 مليار دولار أمريكي على االتسويق عبر محركات البحث، ووفقًا لأحدث التوقعات ، سيتجاوز الإنفاق 86 مليار دولار أمريكي بحلول عام 2023. وفي المقابل ، من المتوقع أن تنمو الإيرادات من الإعلانات على شبكة البحث بنسبة تقارب 10 بالمائة في عام 2020. وبالنسبة لإختيارات المعلنين وتخصيص ميزانيات الإعلان على شبكة البحث، تبرز Google باعتبارها المستفيدالأساسي. في عام 2018 ، أفاد المعلنون بتخصيص حوالي 60 بالمائة من ميزانياتهم الإعلانية على عملاق البحث جوجل.

## التاريخ
نظرًا لزيادة عدد المواقع على الويب من منتصف إلى أواخر التسعينات ، بدأت محركات البحث في الظهور لمساعدة الأشخاص في العثور على المعلومات بسرعة. وهنا بدءت محركات البحث في تقديم خدماتها وايجاد طرق تدفقات مالية لها وكانت البداية في اوبن تكست في 1996 ثم جوتو في 1998 والتي اشترتها ياهو لاحقا في 2003. كما بدأت جوجل برنامجها جوجل أدووردز في العام 2000.

## الطريق المستخدمة
يستخدم التسويق عبر محركات البحث طرقا ومقاييس لتحسين مواقع الويب. ومنها البحث بكلمات رئيسية وتحليل تشبع الموقع وشعبيته ، أو مقدار وجود الموقع على محركات البحث ، من خلال عدد صفحات الموقع التي تتم فهرستها بواسطة محركات البحث (التشبع) وعدد الروابط النصية Backlinks التي يتمتع بها الموقع (الشعبية). أدوات تحليل الويب وأدوات التحقق من HTML، والتي تعطي بيانات عن الموقع وزواره وتسمح بقياس نجاح موقع الويب.

## أمثلة
يعتبر برنامج جوجل أدووردز أداة إعلانية قائمة على الويب لأنه يعتمد كلمات رئيسية يمكنها تقديم إعلانات مرتبطة لمستخدمي الويب الذين يبحثون عن معلومات تتعلق بمنتج أو خدمة معينة. وهناك طريقة أخرى لإدارة التسويق عبر محركات البحث وهي الإعلانات السياقية. حيث يضع المسوقون الإعلانات على مواقع أو بوابات أخرى تحمل معلومات ذات صلة بمنتجاتهم بحيث تظهر الإعلانات للمتصفحين الذيت يبحثون عن معلومات من تلك المواقع.

## مقالات متعلقة
- إعلان على الإنترنت
- تسويق إلكتروني